# Georgina (rijeka)
Georgina je australska rijeka duga 1 130 km, ona je najzapadnija od tri velike rijeke u kraju znanom Channel Country, ostale dvije su Diamantina i Cooper Creek.

## Zemljopisne karakteristike
Georgina izvire na obroncima Gorja Barkly u Sjevernim teritoriju, od izvora teče na jugoistok, prva veća pritoka joj je rijeka Sandover, a odmah zatim prima i Burke i Hamilton. Zadnja je skreće pravo prema jugu, nakon tog pravi veliki zavoj prema zapadu, i ponovno se vraća na jug ovaj put s promijenjenim imenom kao Eyre Creek. Nakon tog teče jugoistočno do spoja s Diamantinom koji se za velikih monsunskih kiša pretvori u Močvaru Goyder. Jedino tad iz nje istječe rijeka Warburton čije vode uspiju dospijeti do velikog slanog jezera Eyre.
Georgina sa svojim pritokama ima slijev velik oko 205 000 km² km², koji se proteže preko polupustinjskih krajeva australske države Južna Australija. Ona je svom donjem toku povremeni vodotok (vadi) jer veći dio godine presuši, jedino za velikih obilnih kiša uspije doći do Močvare Goyder.

## Povezane stranice
- Rijeka Warburton
- Jezero Eyre
- Popis najdužih rijeka na svijetu

## Vanjske poveznice
- The Diamantina na portalu Dr Vincent Kotwicki's Lake Eyre Site Arhivirana inačica izvorne stranice od 10. travnja 2012. (Wayback Machine) (engl.)